# Gare d'Ambilly
La gare d'Ambilly est une ancienne gare ferroviaire française située sur le territoire de la commune d'Ambilly dans le département de la Haute-Savoie en région Auvergne-Rhône-Alpes.
C'était une halte voyageurs de la Société nationale des chemins de fer français (SNCF).

## Situation ferroviaire
Établie à 427 mètres d'altitude, la gare d'Ambilly était située au point kilométrique (PK) 0,990 de la ligne d'Annemasse à Genève-Eaux-Vives (frontière), entre les gares de Chêne-Bourg et d'Annemasse.

## Histoire
La halte a été ouverte en 1985 en remplacement de la gare de Chêne-Bourg, située dans le canton de Genève, qui ferme deux ans après. Ce fut la seule station intermédiaire de la ligne, jusqu'à la réouverture de Chêne-Bourg en 2011. La gare d'Ambilly ferme définitivement le 1er avril 2013 pour permettre la réalisation du projet CEVA qui consiste à prolonger la ligne des Eaux-Vives jusqu'à la gare de Genève-Cornavin et sa mise en tranchée couverte, la halte est en effet supprimée sur la nouvelle ligne, tandis que la gare de Chêne-Bourg y est reconstruite, rétablissant de fait la situation d'avant 1985.

## Service des voyageurs

### Accueil
Halte SNCF, c'était un point d'arrêt non géré (PANG) à accès libre.

### Desserte
Ambilly était desservie par des trains TER Rhône-Alpes reliant Genève-Eaux-Vives à Saint-Gervais-les-Bains-Le Fayet et à Évian-les-Bains.

### Intermodalité
La gare n'a jamais été en correspondance avec les bus des Transports annemassiens collectifs (TAC). Depuis 2019, le site de l'ancienne halte se retrouve à environ 300 m de marche de la station Croix d'Ambilly de la ligne 17 du tramway de Genève, exploitée par les Transports publics genevois (TPG).